# 지역의 영
지역의 영(Territorial spirit)은 세계의 특정 지리적 영역을 지배하는 국가 천사 또는 악마이며, 이는 은사운동, 오순절주의 및 도미니온주의 킹덤 나우(Kingdom Now) 신학에서 수용되는 개념이다. 이 믿음은 프랭크 E. 페레티(Frank E. Peretti)의 소설 This Present Darkness와 C. 피터 와그너의 사역을 통해 대중화되었다. 지역의 영의 존재는 이들 기독교 집단 내의 영적 전쟁에서 중요한 것으로 간주된다.

## 성경적 맥락

### 신명기 32:8-9
칠십인역과 사해 두루마리에서 신명기 32:8-9은 하나님께서 땅의 나라들을 “하나님의 아들들”로 나누신 때를 언급하고 있다. (이스라엘은 하나님 자신의 특별한 소유로 제외된다.) 욥기에서 이 문구의 의미를 보면, 이것은 한때 하나님을 대신하여 땅을 다스리는 천사였던 지역의 영의 기원을 가리키는 것으로 제시된다. 와그너는 프레드릭 페비 브루스에게 호소하는데, 그는 70인역의 읽기가 "다양한 국가의 행정이 그에 상응하는 수의 천사 세력에 나누어져 있음을 암시한다"고 지적한다. 그러나 이 영들이 악의적인지에 대한 의문은 여전히 남아 있다.

### 시편 82편
시편 82편은 "지극히 높으신 이의 아들들"이며 사람처럼 죽거나 "군왕들 중 하나처럼 망할" 때까지 인류를 심판하도록 임명된 "엘로힘"에 대해 말한다. 시편 58편도 비슷한 내용을 다루고 있다.

## 같이 보기
- 게니우스 로키
- 신사도적 개혁
- 수호신